# Mae Hong Son

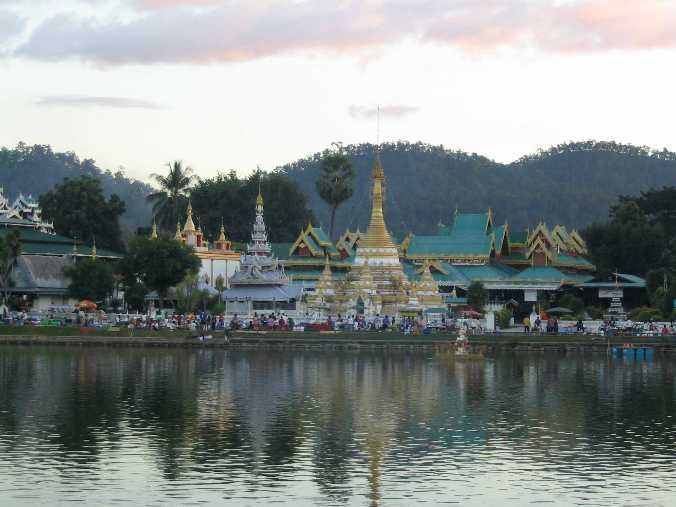
Wat de Chong Kham.

Mae Hong Son (em tailandês:  แม่ฮ่องสอน) é uma cidade no noroeste da Tailândia, capital da província de  província de Mae Hong Son. Ela está localizada perto da fronteira com a Birmânia ao longo das margens do rio Pai. Em 2005, a cidade tinha cerca de 6.000 habitantes.
Mae Hong Son pode ser alcançada de carro ou onibus a partir de Chiang Mai, ela também é atendida pelo Aeroporto de Mae Hong Son. A cidade tem alguma infra-estrutura turística, incluindo pousadas e hoteis.
É um ponto de partida popular para excursões para visitar aldeias, cavernas e cachoeiras na área. Existem também algumas fontes de água quente nas proximidades. "Dok Thung Bua Tong" em Amphoe Khun Yuam, onde campos de girassóis selvagens florescem e cobrem as colinas durante o mês de novembro fica a cerca de 80 km da cidade.